# Lukáš Vopelka
Lukáš Vopelka, född 2 mars 1996, är en tjeckisk professionell ishockeyspelare. Från säsongen 2014/2015 spelar Vopelka i Örebro HK.

## Klubbar
- Örebro HK (2014/2015–)